# 채널이엠
채널이엠(Channel EM)은 티오티비에서 운영하는 예능 텔레비전 채널으로 2014년에 개국한다.

## 연혁
- 2014년 10월 6일 : (구) skyA&C 개국
- 2019년 4월 30일 : (구) skyA&C의 아트앤컬쳐 채널명 변경이다.
- 2019년 8월 27일 : (구) 아트앤컬쳐의 채널이엠 채널명 변경이다.